# CHa-117
CHa-117 — мисливець за підводними човнами Імперського флоту Японії, який взяв участь у Другій світовій війні.
Корабель відносився до нідерландських тральщиків типу ABC, будівництво яких велось у Нідерландській Ост-Індії. Його спорудили як «Bantam» (також мав позначення HMV 4) в 1938 році на яванській верфі Droogdok Mij Tandjong Priok. 1 березня 1942-го на заході та сході Яви висадились японські десанти і 2 березня «Bantam» затопили в тому ж Танджонг-Пріоку (порт Батавії – наразі Джакарти).
Японці організували підйом та добудову корабля і 10 серпня 1943-го ввели його до складу флоту як допоміжний мисливець за підводними човнами CHa-117. Корабель включили до 21-ї спеціальної військово-морської бази зі складу Другого Південного Експедиційного флоту, що відповідав за контроль над окупованими територіями Індонезії.
Більше року корабель ніс службу на заході Яви, в районі Зондської протоки, а з лютого 1945-го був переведений на схід, в район Малих Зондських островів.
23 липня 1945-го в морі Балі біля північно-східного узбережжя острова Балі CHa-117 був торпедований та потоплений американським підводним човном USS Hardhead.